# Молинари, Бернардино
Бернардино Молинари (итал. Bernardino Molinari; 11 апреля 1880, Рим — 25 декабря 1952, Рим) — итальянский дирижёр.

## Биография
Окончил Музыкальный лицей Святой Цецилии, ученик Станислао Фальки и Ремиджио Ренци.
В 1912—1944 гг. возглавлял Оркестр Августео. Дирижировал премьерами «Пиний Рима» Отторино Респиги (1924), «Поэмы моря» (1924) и «Чуда о розе» (1925) Даниила Амфитеатрова, первой симфонии Сэмюэла Барбера (1936) и др. Произвёл оркестровку фортепианного цикла Клода Дебюсси «Остров радости» на основании указаний композитора. Композитор был восхищён его интерпретацией своего крупнейшего симфонического произведения «Море» про что писал в июне 1917 года своему издателю: «этот Молинари в своём роде волшебник, сумевший стряхнуть с оркестра апатию. А так как инструменталисты — люди всё же очень талантливые, то и играли они, как ангелы».
В 1942 г. оркестр под руководством Молинари осуществил первую запись «Времён года» Вивальди, отличающуюся известным уклонением в сторону романтических интерпретаций, но в чём-то отвечающую духу оригинала.
После Второй мировой войны некоторое время работал с Палестинским симфоническим оркестром. В 1946 г. осуществил с ним премьеру симфонической поэмы Йозефа Таля «Исход».